# Epigaea asiatica
Epigaea asiatica là một loài thực vật có hoa trong họ Thạch nam. Loài này được Maxim. mô tả khoa học đầu tiên năm 1867.